# Papora-Hoanya jezik
Papora-Hoanya jezik (bupuran, hinapavosa, papola, vupuran; ISO 639-3: ppu), jedan od izumrlih jezika koji se nekada govorio na sjevernoj obali otoka Tajvana, oko gradova Lishui, Chingshui i Shalu. 
Postojala su dva dijalekta koja su se govorila, papora i hoanya (nekad smatrani posebnim jezicima) i po kojima je jezik prozvan. Danas se klasificira u posebnu austronezijsku skupinu zapadnih ravnica, dok se ponekad smatra i predstavnikom pajvanske podskupine tajvanskih jezika. Pripadnici etničke grupe Papora danas su sinizirani.

## Vanjske poveznice
- Ethnologue (14th)